# رشته‌کوه تسیو-گومبوری
رشته‌کوه تسیو-گومبوری (به لاتین: Tsiv-Gombori Range) یک رشته‌کوه در گرجستان است. رشته‌کوه تسیو-گومبوری ۱٬۹۹۰ متر بالاتر از سطح دریا واقع شده‌است.